# Хулен Герреро
Хулен Герреро (ісп. Julen Guerrero, нар. 7 січня 1974, Португалете) — колишній іспанський футболіст, півзахисник. По завершенні ігрової кар'єри — футбольний тренер. Наразі входить до тренерського штабу команди «Атлетик». Має молодшого брата Хосе Фелікса, який також був футболістом.
Як гравець насамперед відомий виступами за «Атлетик», а також національну збірну Іспанії.

## Клубна кар'єра
Народився 7 січня 1974 року в місті Португалете. Вихованець футбольної школи клубу «Атлетик».
У дорослому футболі дебютував 1991 року виступами за резервну команду «Атлетика», клуб «Більбао Атлетик», в якому Герреро провів один сезон, взявши участь у 12 матчах чемпіонату.
1992 року був включений до складу «Атлетика». за який відіграв 14 сезонів. Більшість часу, проведеного у складі «Атлетика», був основним гравцем команди.
У вересні 1992 року, Хулен дебютував за клуб. Він швидко адаптувався в основній команді і забив 28 м'ячів за перші два сезони. У 1993 році, Герреро отримав звання найкращого молодого гравця, за версією авторитетних газет «Don Balón» та «El País». У сезоні 1993/94 футболіст проявив свої бомбардирські якості, відзначившись хет-триком у ворота «Альбасете» і покером у зустрічі зі «Спортингом». А вже в 1994 році Герреро був визнаний футболістом року в Іспанії.
Успіхи Герреро на футбольному поприщі, викликали величезний інтерес до гравця з боку провідних клубів Європи. Серед претендентів на футболіста були «Реал Мадрид», «Барселона», «Атлетіко Мадрид», «Лаціо», «Ювентус» і «Манчестер Юнайтед». Однак він залишився вірним «Атлетику», і підписав в 1995 році угоду з клубом, терміном на 12 років. Цей контракт став найтривалішим за всю історію клубу і зробив Хулена найбільш високооплачуваним гравцем в команді.
У сезоні 1997/98 Хулен досяг головного успіху у своїй кар'єрі — разом з «Атлетико» завоював друге місце в чемпіонаті Іспанії і отримав право виступати в Лізі Чемпіонів. Але в наступних сезонах, його кар'єра пішла на спад і в 2002 році був відправлений на лавку запасних головним тренером Луїсом Фернандесом. Всього, за 4 останні сезони у своїй кар'єрі, Герреро провів 56 зустрічей, в яких відзначився 4 рази. Незважаючи на погані виступи, Хулен Герреро залишався улюбленцем уболівальників.
Завершив професійну кар'єру футболіста виступами за команду «Атлетик» влітку 2006 році.

## Виступи за збірні
Протягом 1992—1994 років залучався до складу молодіжної збірної Іспанії. На молодіжному рівні зіграв у 12 офіційних матчах, забив 8 голів.
27 січня 1993 року дебютував в офіційних матчах у складі національної збірної Іспанії в товариському матчі проти збірної Мексики.
У складі збірної був учасником чемпіонату світу 1994 року у США, чемпіонату Європи 1996 року в Англії, чемпіонату світу 1998 року у Франції.
Всього протягом кар'єри у національній команді, яка тривала 8 років, провів у формі головної команди країни 41 матч, забивши 13 голів.
Також, протягом 1993—2006 виступав за невизнану ФІФА збірну Країни Басків, у складі якої Хулен є рекордсменом за кількістю виступів і забитих м'ячів.

## Кар'єра тренера
Розпочав тренерську кар'єру відразу ж по завершенні кар'єри гравця, 2006 року, увійшовши до тренерського штабу клубу «Атлетик». Наразі досвід тренерської роботи обмежується цим клубом, в якому Хулен Герреро працює і досі.

## Титули і досягнення
- Найкращий молодий гравець Іспанії: 1992/93
- Футболіст року в Іспанії: 1993/94

| Дата       | Місто                  | Господарі            | Результат | Гості             | Турнір             | Голи | Примітки |
| ---------- | ---------------------- | -------------------- | --------- | ----------------- | ------------------ | ---- | -------- |
| 27-1-1993  | Лас-Пальмас            | Іспанія              | 1 – 1     | Мексика           | товариський матч   | -    |          |
| 24-2-1993  | Севілья                | Іспанія              | 5 – 0     | Литва             | Відбір до ЧС 1994  | -    | 59'      |
| 28-4-1993  | Севілья                | Іспанія              | 3 – 1     | Північна Ірландія | Відбір до ЧС 1994  | -    |          |
| 2-6-1993   | Вільнюс                | Литва                | 0 – 2     | Іспанія           | Відбір до ЧС 1994  | 2    | 35'      |
| 8-9-1993   | Аліканте               | Іспанія              | 2 – 0     | Чилі              | товариський матч   | 2    |          |
| 22-9-1993  | Тирана                 | Албанія              | 1 – 5     | Іспанія           | Відбір до ЧС 1994  | -    | 56'      |
| 19-1-1994  | Віго                   | Іспанія              | 2 – 2     | Португалія        | товариський матч   | -    | 27'      |
| 2-6-1994   | Тампере                | Фінляндія            | 1 – 2     | Іспанія           | товариський матч   | -    | 46'      |
| 10-6-1994  | Монреаль               | Канада               | 0 – 2     | Іспанія           | товариський матч   | -    | 57'      |
| 17-6-1994  | Даллас                 | Південна Корея       | 2 – 2     | Іспанія           | ЧС 1994 - 1-й етап | -    | 46'      |
| 27-6-1994  | Чикаго                 | Болівія              | 1 – 3     | Іспанія           | ЧС 1994 - 1-й етап | -    |          |
| 7-9-1994   | Лімасол                | Кіпр                 | 1 – 2     | Іспанія           | Відбір до ЧЄ 1996  | -    |          |
| 30-11-1994 | Малага                 | Іспанія              | 2 – 0     | Фінляндія         | товариський матч   | -    | 46'      |
| 17-12-1994 | Брюссель               | Бельгія              | 1 – 4     | Іспанія           | Відбір до ЧЄ 1996  | -    | 56'      |
| 18-1-1995  | Ла-Корунья             | Іспанія              | 2 – 2     | Уругвай           | товариський матч   | -    | 19' 46'  |
| 22-2-1995  | Херес-де-ла-Фронтера   | Іспанія              | 0 – 0     | Німеччина         | товариський матч   | -    | 46'      |
| 29-3-1995  | Севілья                | Іспанія              | 1 – 1     | Бельгія           | Відбір до ЧЄ 1996  | 1    | 36'      |
| 7-6-1995   | Севілья                | Іспанія              | 1 – 0     | Вірменія          | Відбір до ЧЄ 1996  | -    | 78'      |
| 6-9-1995   | Гранада                | Іспанія              | 6 – 0     | Кіпр              | Відбір до ЧЄ 1996  | 1    | 77'      |
| 20-9-1995  | Мадрид                 | Іспанія              | 2 – 1     | Аргентина         | товариський матч   | 1    | 56'      |
| 7-2-1996   | Лас-Пальмас            | Іспанія              | 1 – 0     | Норвегія          | товариський матч   | -    | 27'      |
| 24-4-1996  | Осло                   | Норвегія             | 0 – 0     | Іспанія           | товариський матч   | -    | 53'      |
| 9-6-1996   | Лідс                   | Болгарія             | 1 – 1     | Іспанія           | ЧЄ 1996 - 1-й етап | -    | 51'      |
| 18-6-1996  | Лідс                   | Румунія              | 1 – 2     | Іспанія           | ЧЄ 1996 - 1-й етап | -    | 71'      |
| 4-9-1996   | Тофтір                 | Фарерські острови    | 2 – 6     | Іспанія           | Відбір до ЧС 1998  | -    | 71'      |
| 9-10-1996  | Прага                  | Чехія                | 0 – 0     | Іспанія           | Відбір до ЧС 1998  | -    | 52'      |
| 13-11-1996 | Санта-Крус-де-Тенерифе | Іспанія              | 4 – 1     | Словаччина        | Відбір до ЧС 1998  | -    | 56'      |
| 14-12-1996 | Валенсія               | Іспанія              | 2 – 0     | Югославія         | Відбір до ЧС 1998  | -    | 86'      |
| 18-12-1996 | Та-Калі                | Мальта               | 0 – 3     | Іспанія           | Відбір до ЧС 1998  | 3    |          |
| 12-2-1997  | Аліканте               | Іспанія              | 4 – 0     | Мальта            | Відбір до ЧС 1998  | -    | 74'      |
| 3-6-1998   | Сантандер              | Іспанія              | 4 – 1     | Північна Ірландія | товариський матч   | -    | 46'      |
| 24-6-1998  | Ленс                   | Болгарія             | 1 – 6     | Іспанія           | ЧС 1998 - 1-й етап | -    | 70' 73'  |
| 5-6-1999   | Вілярреаль             | Іспанія              | 9 – 0     | Сан-Марино        | Відбір до ЧЄ 2000  | -    | 74'      |
| 18-8-1999  | Варшава                | Польща               | 1 – 2     | Іспанія           | товариський матч   | -    | 71'      |
| 4-9-1999   | Відень                 | Австрія              | 1 – 3     | Іспанія           | Відбір до ЧЄ 2000  | 3    | 87'      |
| 8-9-1999   | Бадахос                | Іспанія              | 8 – 0     | Кіпр              | Відбір до ЧЄ 2000  | -    |          |
| 10-10-1999 | Альбасете              | Іспанія              | 3 – 0     | Ізраїль           | Відбір до ЧЄ 2000  | -    | 70'      |
| 17-11-1999 | Севілья                | Іспанія              | 0 – 2     | Аргентина         | товариський матч   | -    | 67'      |
| 2-9-2000   | Сараєво                | Боснія і Герцеговина | 1 – 2     | Іспанія           | Відбір до ЧС 2002  | -    | 84'      |
| 7-10-2000  | Мадрид                 | Іспанія              | 2 – 0     | Ізраїль           | Відбір до ЧС 2002  | -    | 86'      |
| 11-10-2000 | Відень                 | Австрія              | 1 – 1     | Іспанія           | Відбір до ЧС 2002  | -    | 87'      |
| Усього     |                        | Матчів               | 41        |                   | Голів              | 13   |          |